# Ocean Cay
Ocean Cay o Cayo Ocean literalmente en español Cayo Océano es una isla de las Bahamas situada en el distrito de Bimini. Se encuentra a 32 kilómetros al sur de Bimini propiamente dicha. Ocean Cay es una isla artificial de 0,42 kilómetros cuadrados que fue construida mediante dragado a finales de la década de 1960 por Dillingham Construction de Hawai y se utilizó para extraer arena blanca de aragonito oolítico con diversos fines industriales. El cayo ha sido remodelado como isla privada llamada Ocean Cay MSC Marine Reserve para MSC Cruises.

## Historia
Ocean Cay es una isla artificial creada originalmente para la extracción de arena de aragonito. El tamaño total de la isla es de 42 hectáreas y los propietarios originales también habían dragado la zona para permitir el atraque de buques de gran calado para la exportación de la arena.
Cuando Dillingham Construction abandonó la isla, el cayo cayó en un estado de decadencia. En 2015, el presidente ejecutivo de la línea de cruceros MSC, Pierfrancesco Vago, firmó un contrato de arrendamiento de 100 años con el gobierno de Bahamas para reconstruir la isla y convertirla en un nuevo centro turístico para la línea de cruceros. La línea de cruceros tenía previsto gastar 200 millones de dólares en el proyecto.
La restauración consistiría en retirar todas las instalaciones e infraestructuras mineras abandonadas. Una serie de documentales en tres partes titulada Building Paradise Island, del director James Redgate, documentó la limpieza de la isla, su conservación hasta convertirla en reserva marina y la construcción de un nuevo complejo turístico desde cero.

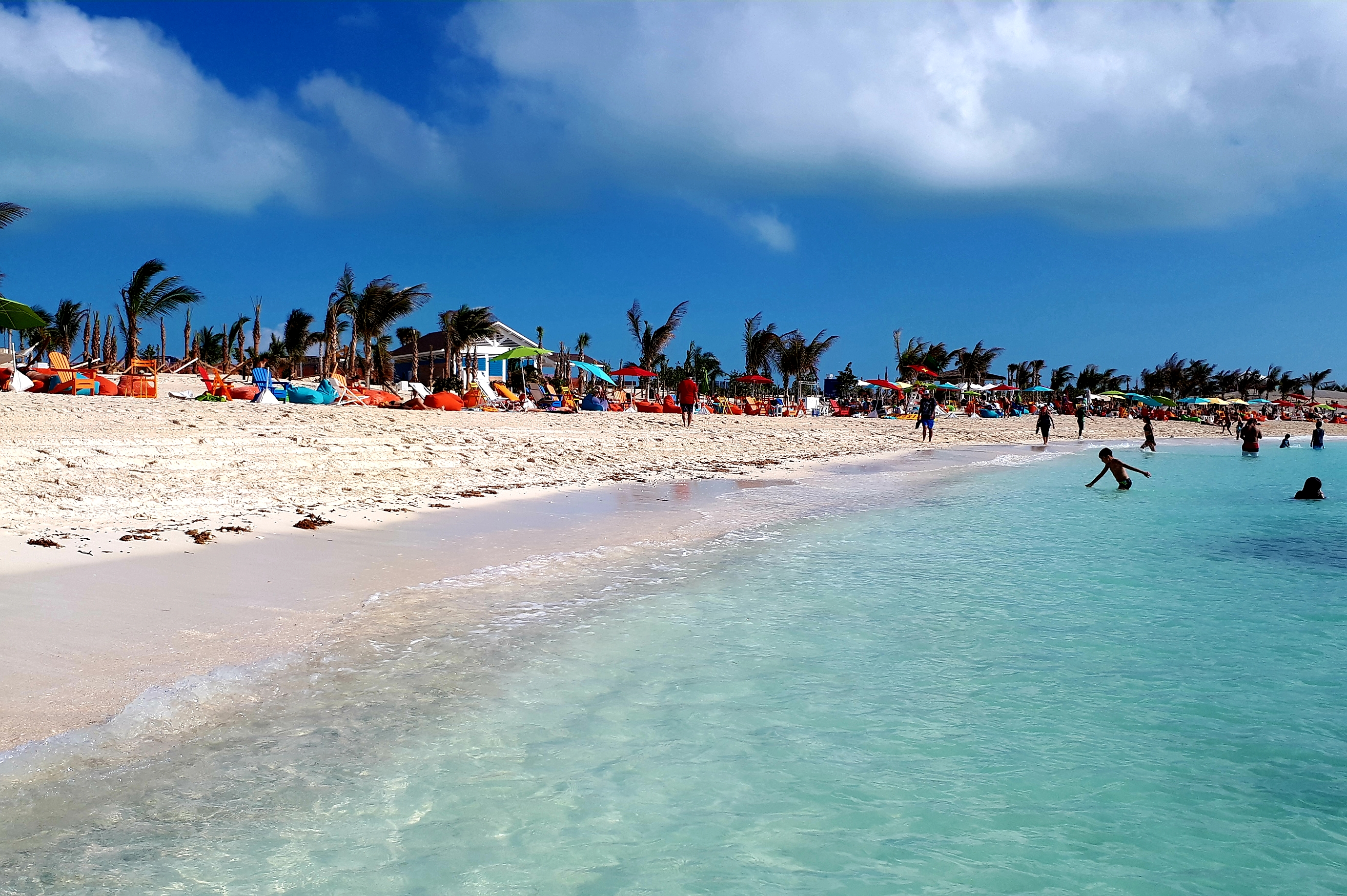
Bahía Lighthouse, Ocean Cay

## Geografía
La isla tiene ocho playas: Lighthouse Bay, North Beach, South Beach, Bimini Beach, zonas cercanas a la laguna y una playa reservada a los empleados. Cada playa tiene al menos un socorrista de servicio cuando la playa está abierta.
Rodeado por unos 166 kilómetros cuadrados de zona marina protegida, con arrecifes de coral y una variada vida marina, incluidas unas 90 especies de peces diferentes.
La isla disfruta de un clima cálido y tropical todo el año, con una estación lluviosa de mayo a octubre y una seca de noviembre a abril.
El desarrollo de la isla se ha centrado en la sostenibilidad y la conservación, y ha pasado de ser un emplazamiento industrial a un paraje natural con servicios como un puerto deportivo, varias playas e instalaciones para actividades acuáticas como kayak, paddle boarding, snorkel y submarinismo, aunque no se permiten los deportes acuáticos motorizados.